# Schloss Charlottenhof

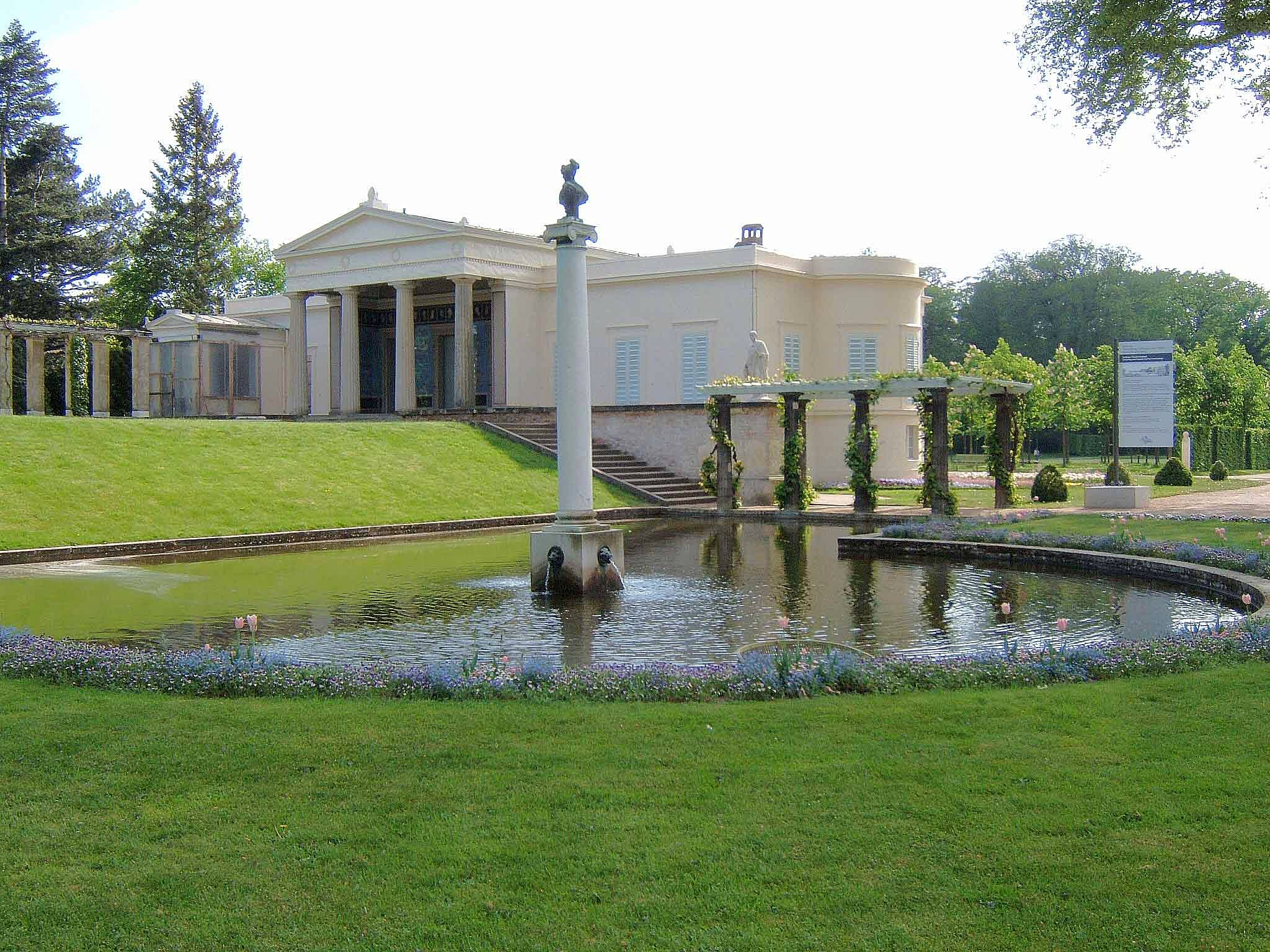
Schloss Charlottenhof

Schloss Charlottenhof war der Sommersitz des Kronprinzen Friedrich Wilhelm (1795–1861), ab 1840 König Friedrich Wilhelm IV. von Preußen. Es liegt in Potsdam südwestlich im Park Sanssouci und steht unter der Verwaltung der Stiftung Preußische Schlösser und Gärten Berlin-Brandenburg.

## Geschichte

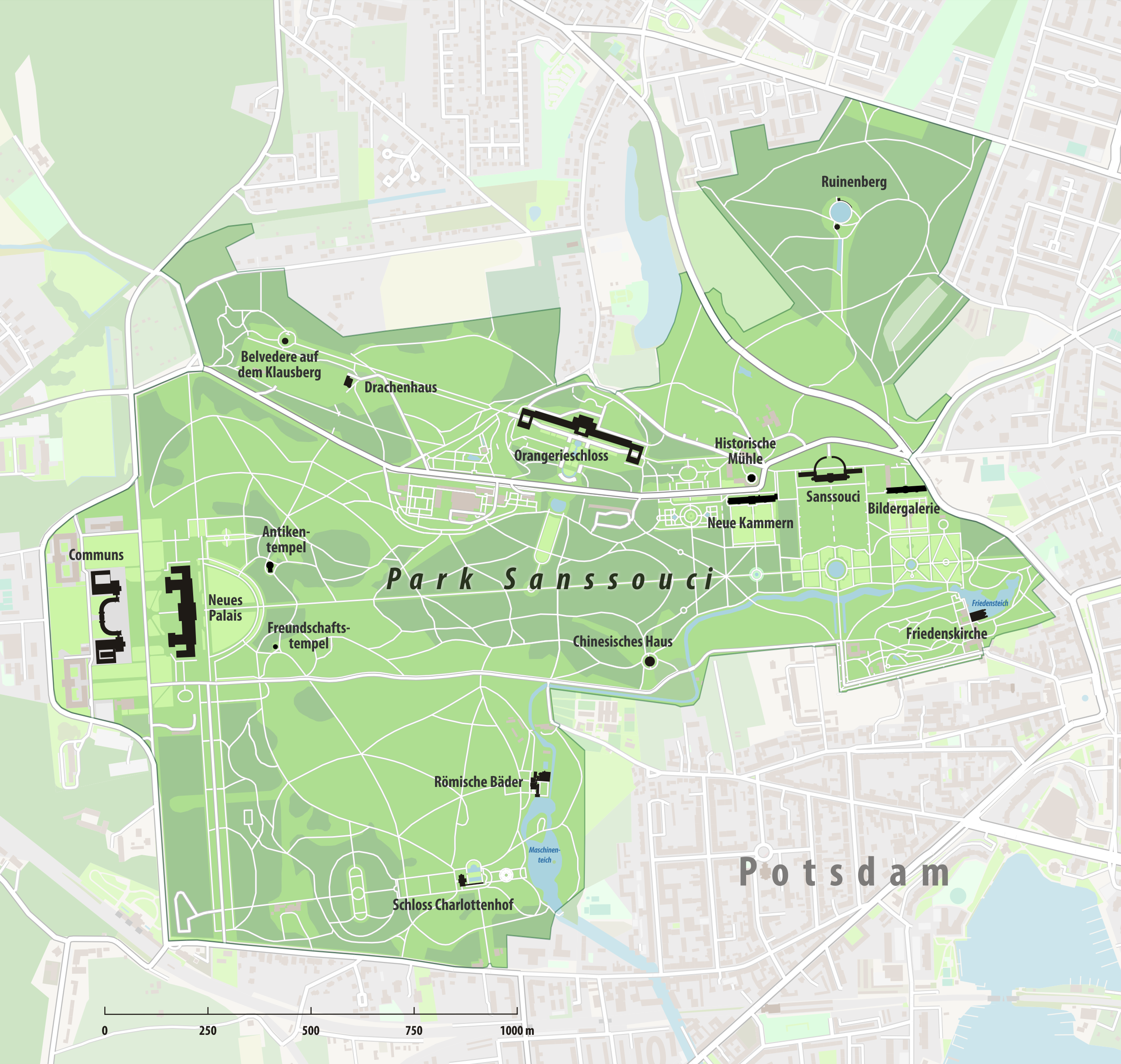
Schloss Charlottenhof liegt im südlichen Bereich von Park Sanssouci, unweit der Römischen Bäder

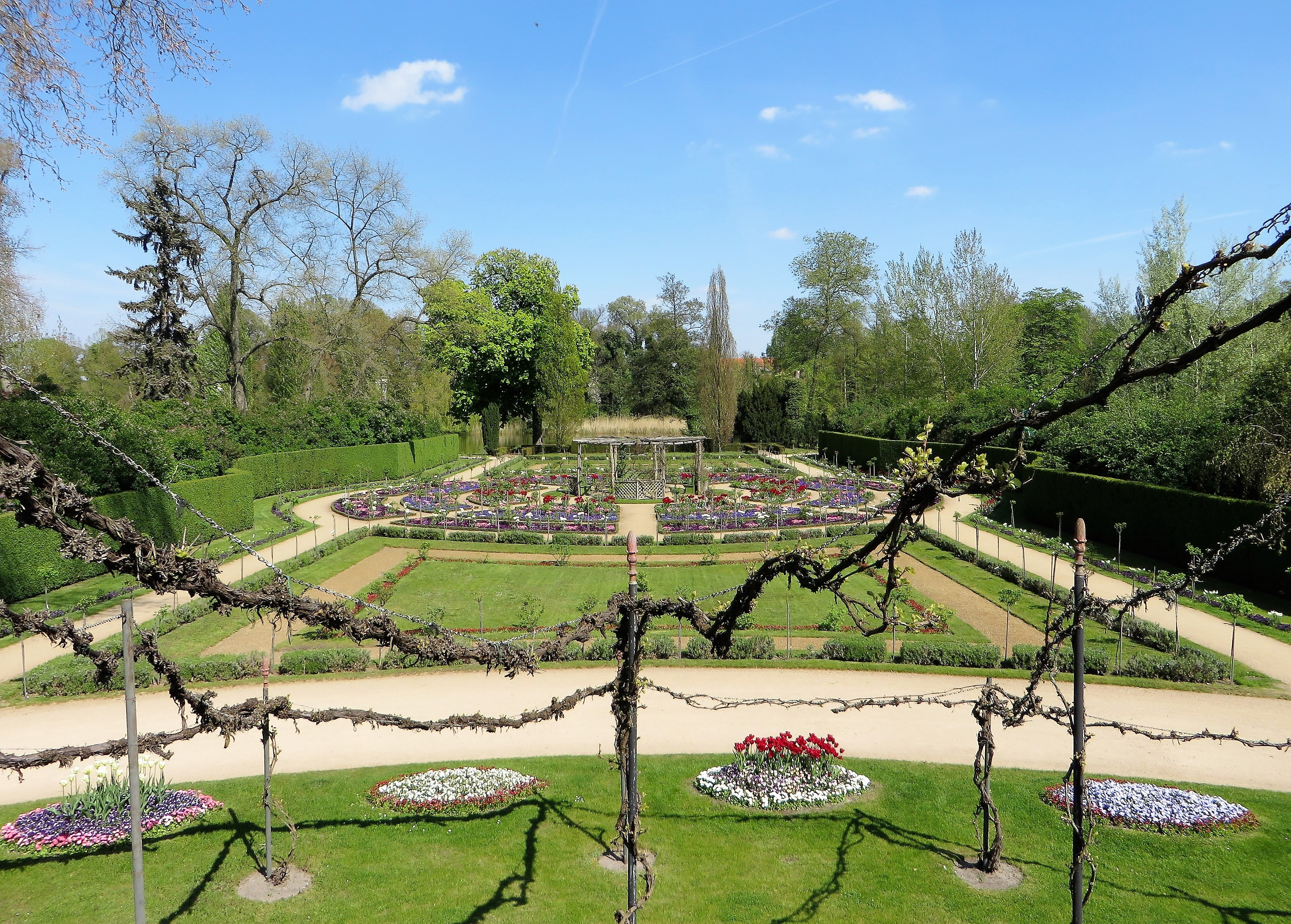
Der Rosengarten

Das Gelände des Parks Charlottenhof mit wechselnder Bebauung geht bis in das 18. Jahrhundert zurück. Nach mehreren Besitzerwechseln kaufte Friedrich Wilhelm III. (1770–1840) das Areal, das südlich an den Park Sanssouci grenzt, und schenkte es Weihnachten 1825 seinem Sohn Kronprinz Friedrich Wilhelm und dessen Gemahlin Elisabeth Ludovika von Bayern.
Der Kronprinz beauftragte den Architekten Karl Friedrich Schinkel mit dem Umbau eines auf diesem Gelände bereits vorhandenen Hauses, das sich der Kastellan Friedrichs II. und Bauleiter des Schlosses Sanssouci, Jan Bouman, errichtet hatte. Mit sparsamen Mitteln wurde der Umbau 1826–1829 ausgeführt. Schinkel, unterstützt von seinem Schüler Ludwig Persius, setzte auf die Grundmauern des alten Hauses ein kleines Lustschloss im klassizistischen Stil, nach Vorbild römischer Villen.
Mit eigenen Entwurfszeichnungen nahm der künstlerisch begabte Kronprinz an der Gestaltung von Schloss und Park teil. Er selbst nannte sein Sommerschloss „Siam“, nach dem Verständnis der Zeit „das Land der Freien“ und sich selbst scherzhaft „Siam-house-architect“.
Offiziell erhielten das Schloss und der Park den Namen Charlottenhof. Die Namensgeberin war Maria Charlotte von Gentzkow, die Frau eines Kammerherrn und von 1790 bis 1794 Besitzerin des Gutes.

## Architektur

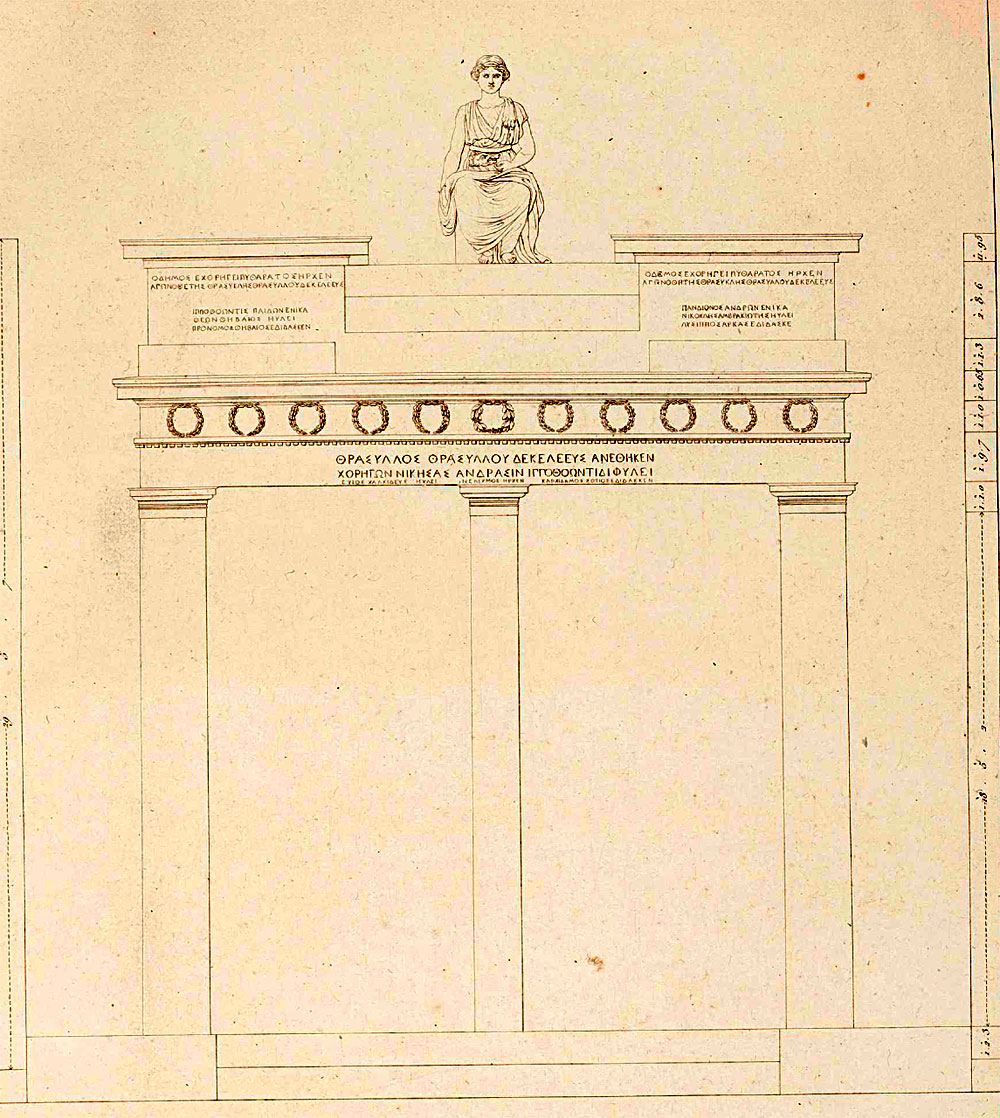
Stichwerk aus The antiquities of Athens (Bd. 2) von James Stuart und Nicholas Revett, London 1825

Das Schloss Charlottenhof präsentiert sich mit einem geböschten, leicht rustizierten Sockelgeschoss mit niedrigen schmucklos ausgeschnitten Fenstern. Die Fenster im Obergeschoss sind wesentlich höher. Mit breiten Faschen und einer leichten geraden Überdachung versehen orientieren sie sich an antiken Vorbildern. Die Fenster zieren zusätzlich in Blautönen bemalte Brüstungen und Fensterläden, die auf die bayrische Herkunft von Prinzessin Elisabeth verweisen. Die Mittelrisalite der West- und der Ostfront des Gebäudes sind jeweils mit einem Giebel bekrönt und mit einem flachen Satteldach miteinander verbunden.
An der Westfront – der Eingangsseite des Schlosses – ist der Mittelrisalit zu einem monumentalen Portal ausgestaltet. Der von einer breiten, antikisierenden Fasche gerahmte Haupteingang wird von jeweils drei rechtwinkligen Säulen in zwei Eingänge und zwei Oberlichter segmentiert und erinnert an das Thrasyllos-Monument (320 v. Chr.) in Athen, das Schinkel bereits am Königlichen Schauspielhaus auf dem Gendarmenmarkt als Vorlage verwendet hat. Auf das Thrasyllos-Monument in der Schinkel bekannten Rekonstruktion durch James Stuart und Nicholas Revett von 1762 verweist das Fries aus Lorbeerkränzen unter dem Frontispiz. Über dem Haupteingang verläuft ein Akanthusranken-Ornament. Der Giebel ist durch Palmetten-Akrotere bekrönt. Dem Mittelrisalit des Haupteinganges entspricht an der Ostfront des Schlosses ein klassischer Portikus mit dorischer Säulenordnung, der das Gebäude zur Gartenseite und Terrasse hin öffnet.
Die strenge Fassadengestaltung wird durch einen halbrunden Erker an der Nordseite aufgelockert. Die Anregung für diese apsidiale Ausbuchtung, deren Nutzung als Schlafzimmer und die Anordnung der drei Fenster könnte auf die Villa des Diomedes in Pompeji zurückgehen. Diese hat als einzige bekannte italienische Villa der Kaiserzeit einen solchen halbrunden Schlafraum mit Alkoven und drei Fenstern. Schinkel hat im September 1817 ausgiebig Pompeji besichtigt und wird dort sicherlich auch die ausgegrabene Villa des Diomedes besucht haben.

## Architektonische Innengestaltung

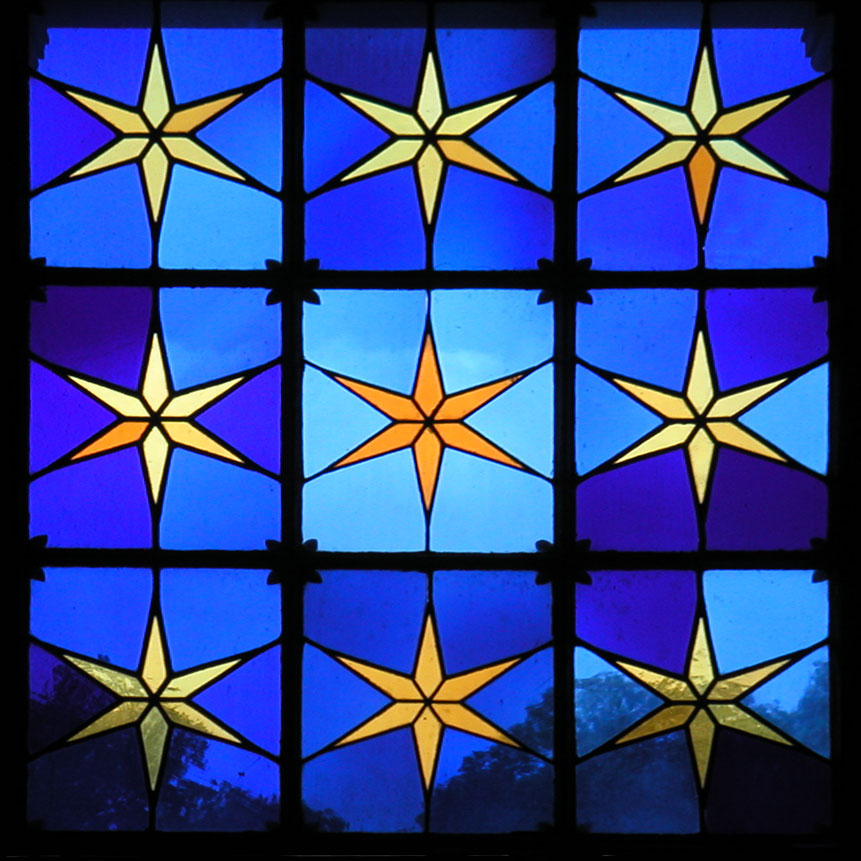
Glasfenster im Oberlicht der Eingangstür

Im Innern ist die Einrichtung der zehn Zimmer zum großen Teil noch original erhalten. Das Mobiliar wurde zumeist von Schinkel selbst entworfen und zeichnet sich durch schlichte, kultivierte Bürgerlichkeit aus.
Bemerkenswert ist die unterschiedliche Thematisierung eines jeden Raumes in Bezug auf Material und Farbe, die so weit geht, dass selbst die Türen von jeder Seite ganz unterschiedlich behandelt sind. Das originellste Zimmer des Schlosses ist das nach Art römischer Feldherrenzelte gestaltete Zeltzimmer. Decke und Wände sind mit blau-weiß gestreiften Papiertapeten beklebt. Von gleicher Musterung sind die Vorhänge und baldachinartigen Überhänge und die Decken der Feldbetten. Das Zimmer diente als Schlafraum für Hofdamen und Gäste.
Weiß-Blau findet sich ebenfalls an allen Fensterläden des Schlosses wieder und ist eine Anspielung auf die bayrische Herkunft der Kronprinzessin Elisabeth.
Das Zeltzimmer beherbergte in den Sommermonaten 1835–1840 den Forscher und Weltreisenden Alexander von Humboldt, der auf Einladung des Kronprinzen Friedrich Wilhelm in Potsdam weilte.

## Park Charlottenhof

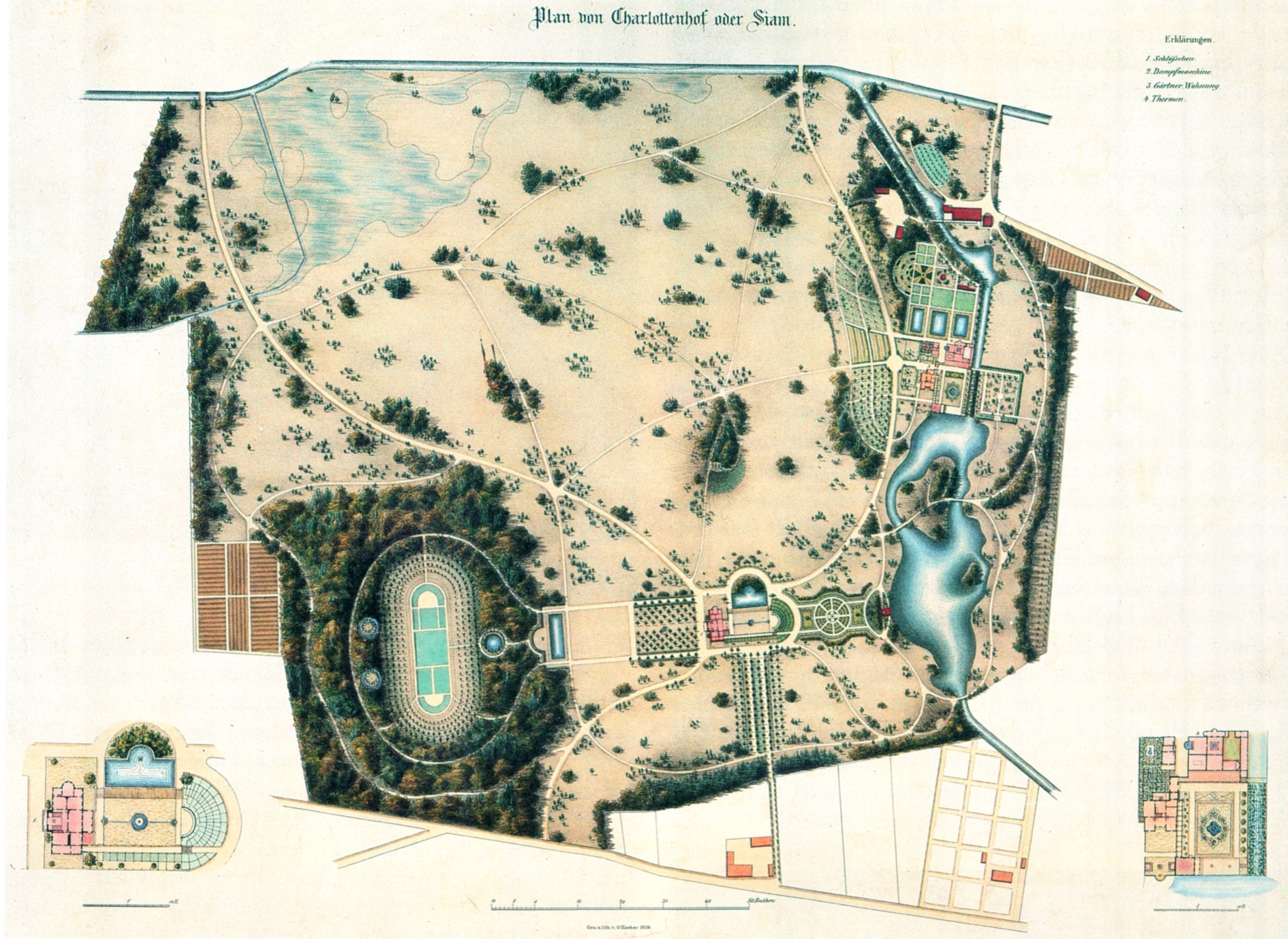
Gartenplan 1839

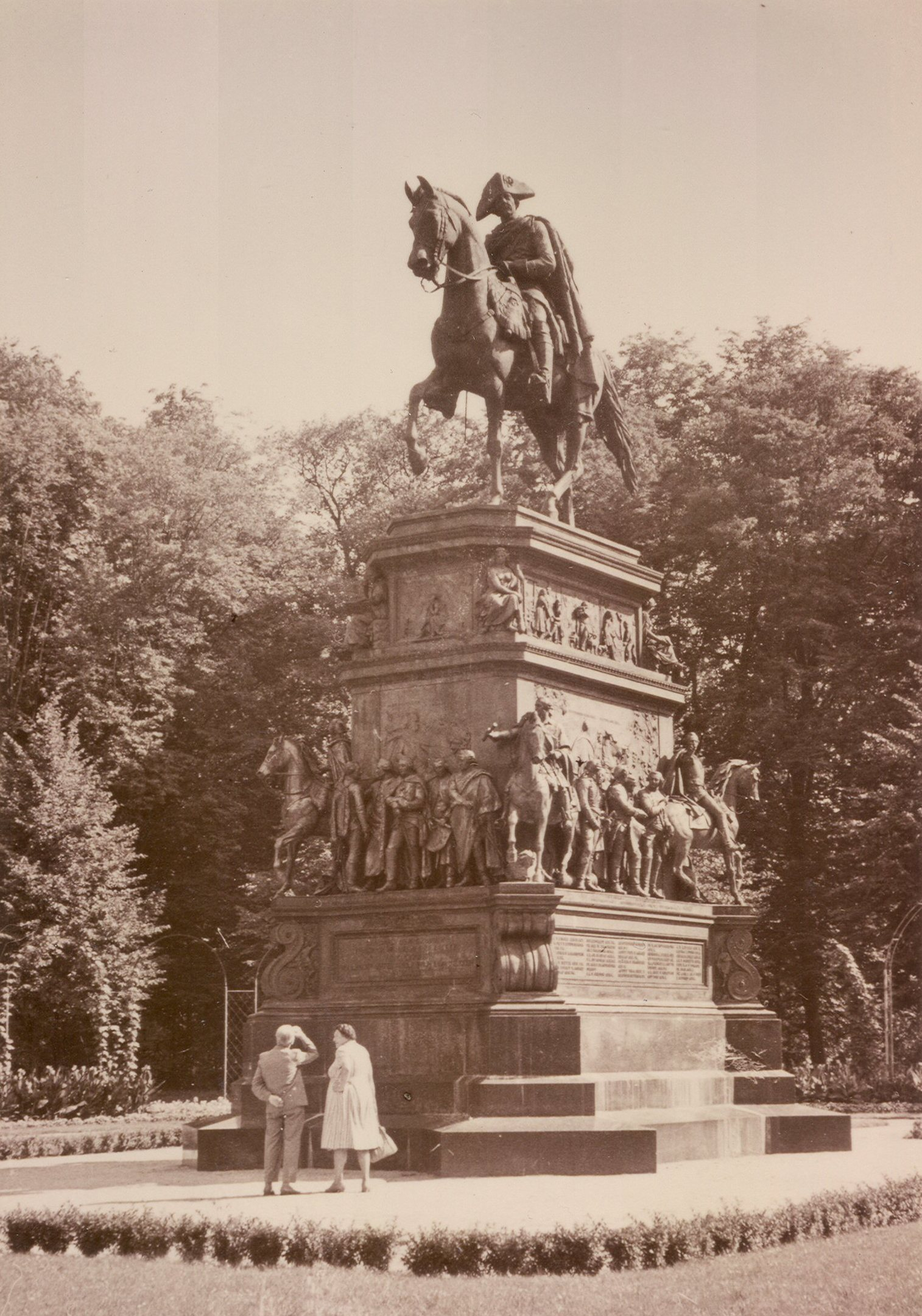
Reiterstandbild Friedrichs des Großen im Hippodrom

Mit der Gestaltung des Parks Charlottenhof wurde der Gartenarchitekt Hermann Sello unter Mitwirkung von Peter Joseph Lenné beauftragt. Der Park gilt als ein Meilenstein der Gartengeschichte, weil er erstmals umfangreiche geometrische, damals als „italienisch“ bezeichnete Partien in den landschaftlichen Rahmen einbezog. Mindestens diese Partien gehen auf persönliche Entwürfe des italienbegeisterten Kronprinzen zurück.
Der Park wurde geschickt mit dem alten Park Sanssouci aus der Zeit Friedrichs des Großen verbunden.
Das ursprünglich flache und stellenweise sumpfige Gelände wurde in einen englischen Landschaftsgarten verwandelt, dessen Hauptelemente Baum, Wiese und Wasser sind. Die Bewässerung erfolgte mit Wasser aus der Havel, wofür eine Wasserleitung und ein eigenes Maschinenhaus gebaut wurden. Erwin Albert Barth hat später das Maschinenhaus, die Teichanlage und Brücken im Park in Zeichnungen festgehalten.
Ab dem Jahr 1836 entstand westlich vom Schlossgebäude das Hippodrom, das von einem Wäldchen umgeben ist. Im Jahr 1840 wurde dahinter eine Fasanerie nach Plänen von Friedrich Ludwig Persius angelegt. Das Gelände um die Fasanerie bekam durch Lenné einen waldartigen Charakter. Die Wege in diesem Bereich eignen sich für ruhige und besinnliche Spaziergänge.
Zwischen 1960 und 1980 stand in der Mitte des Hippodroms das Reiterstandbild Friedrichs des Großen.

## Bildergalerie

Schloss Charlottenhof
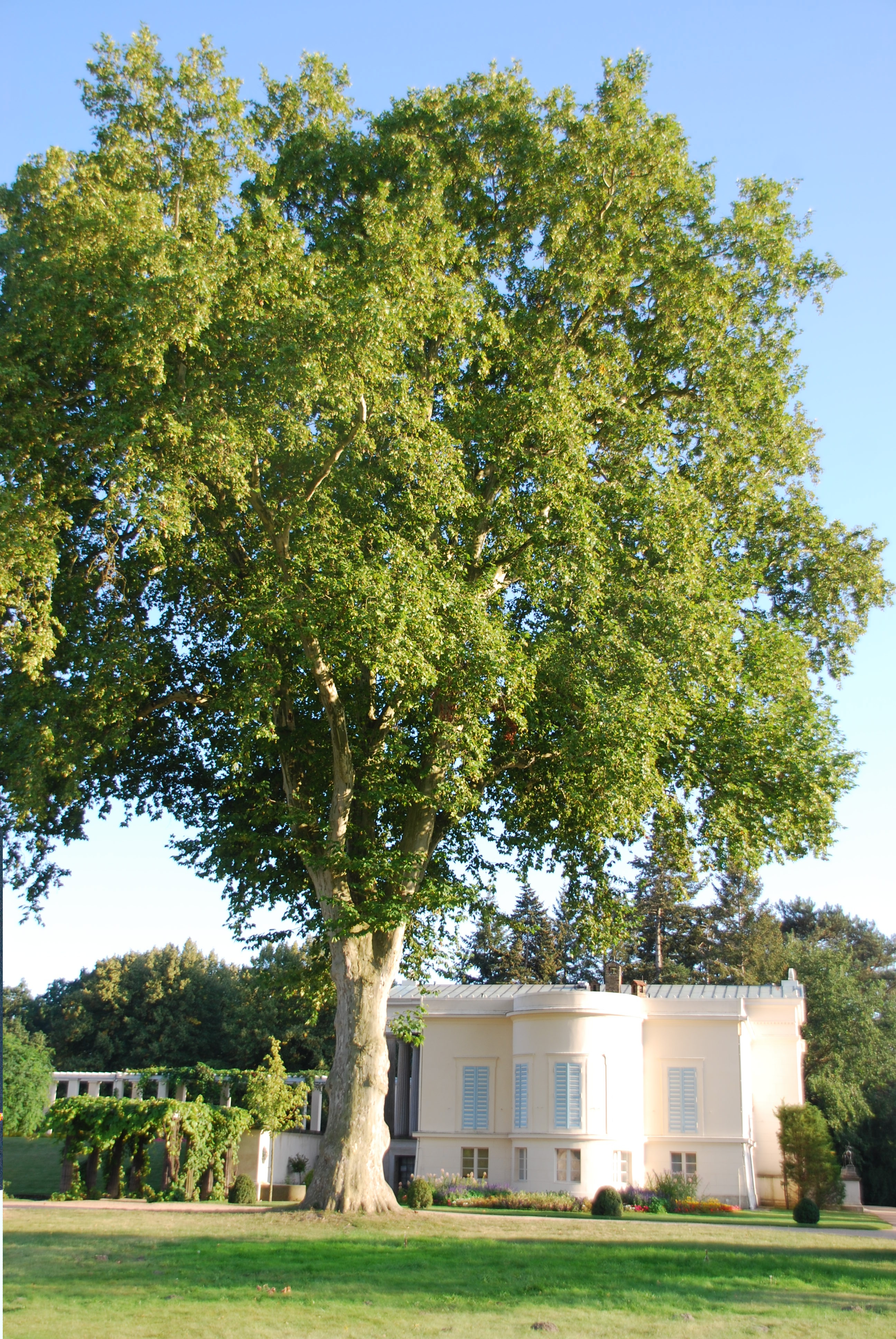
Schloss Charlottenhof in der Parkanlage Sanssouci
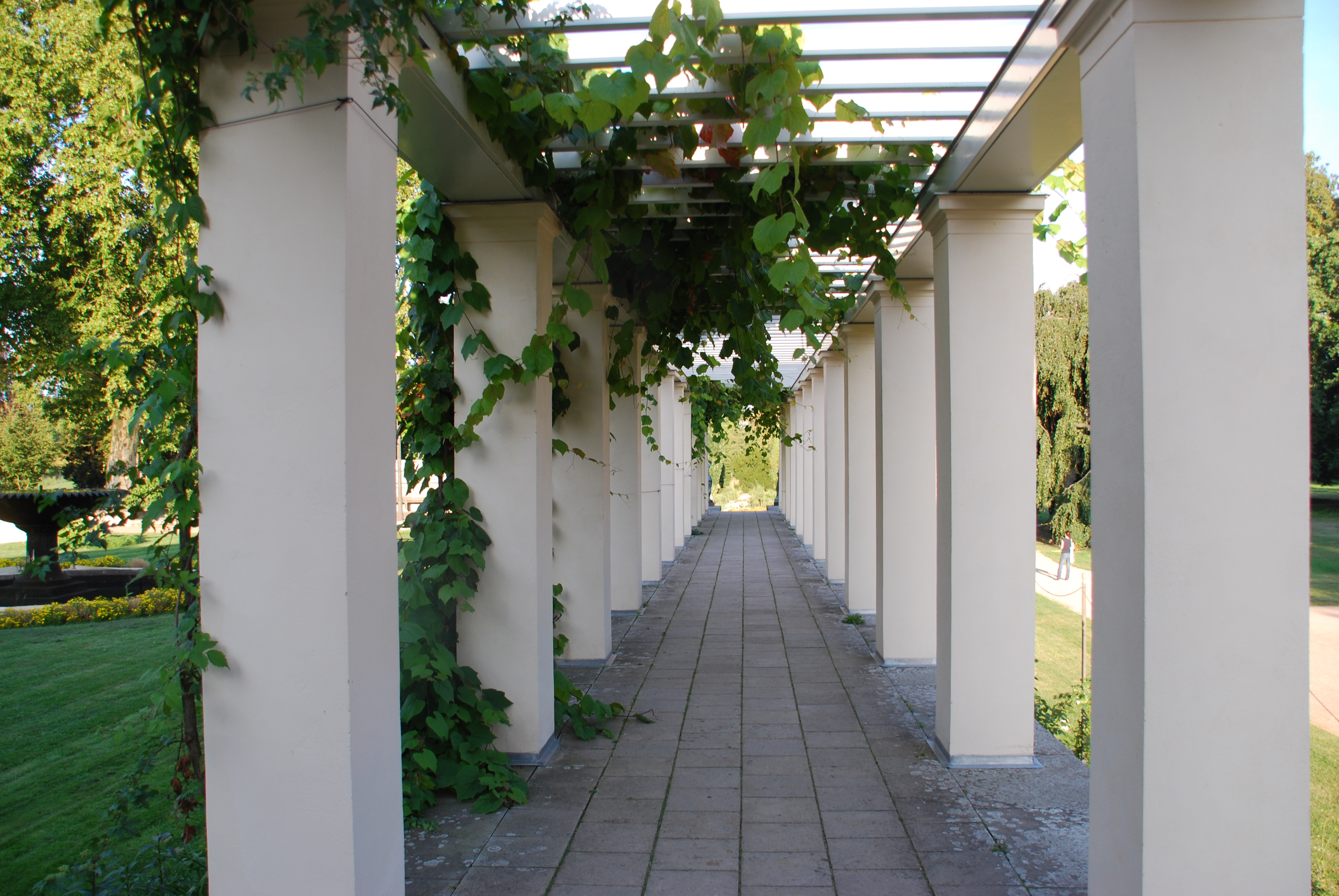
Schloss Charlottenhof; Galerie auf dem Außengelände
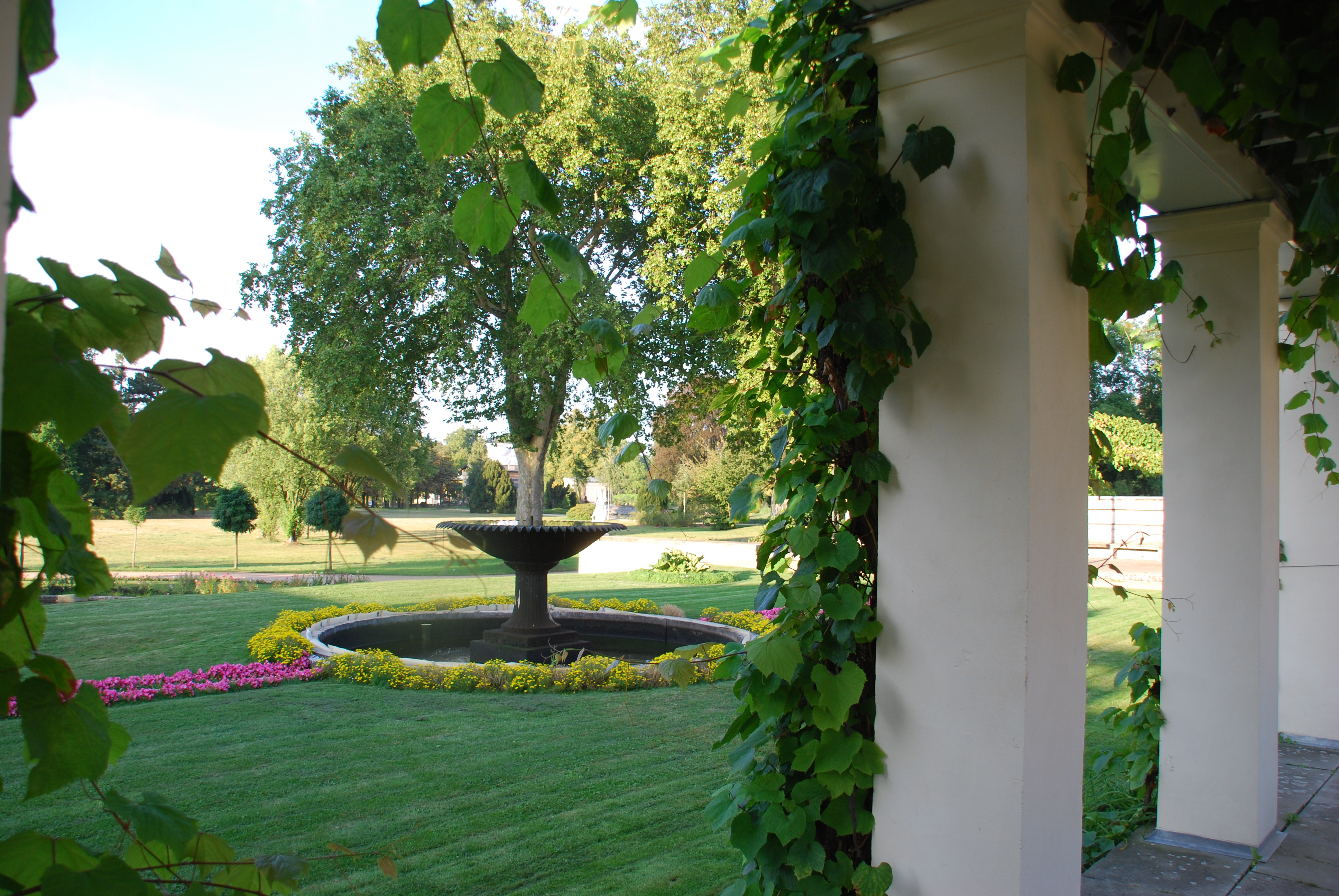
Schloss Charlottenhof; Galerie und Parkanlage
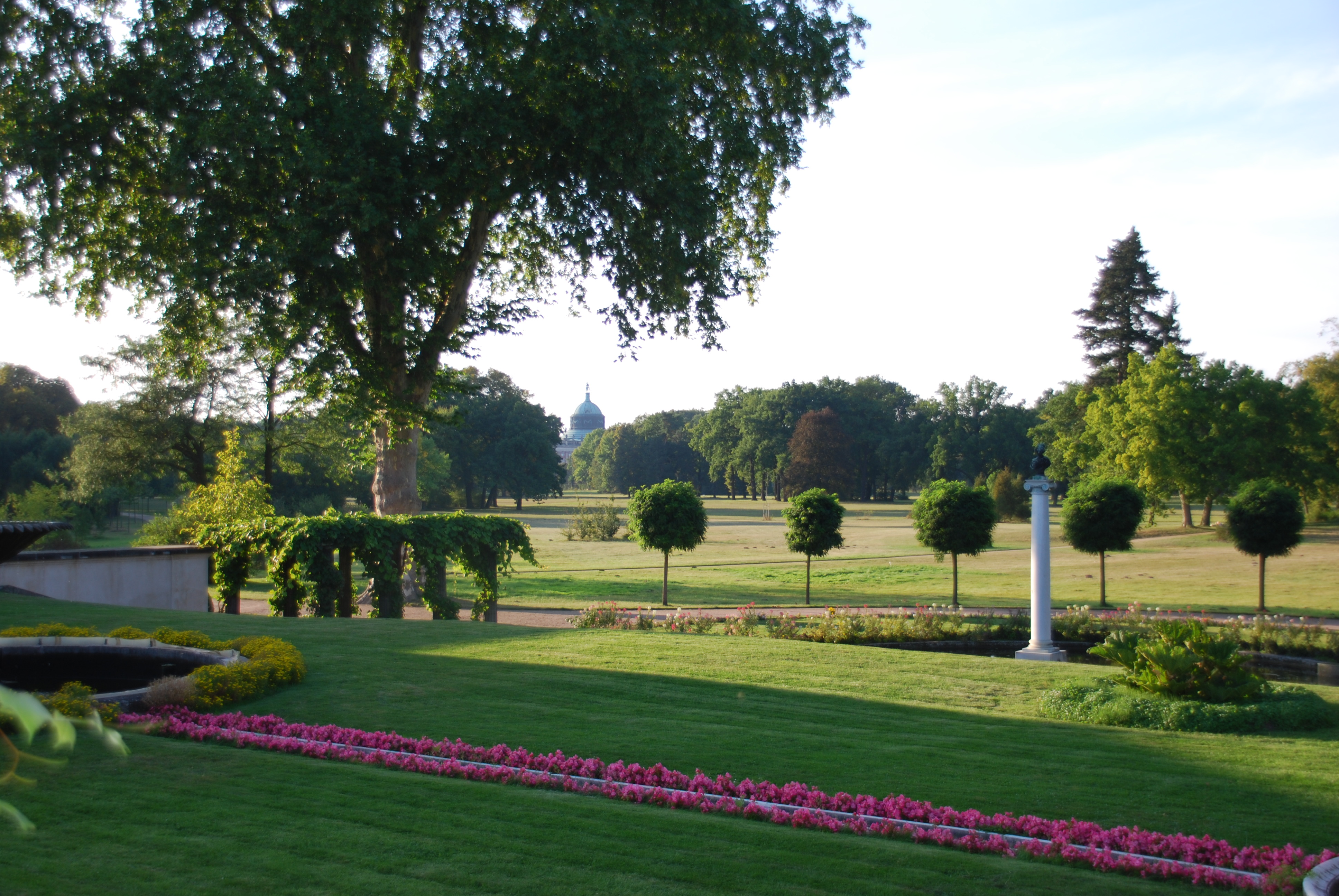
Parkanlage Schloss Charlottenhof mit Blick auf das Neue Palais
Parkanlage Charlottenhof
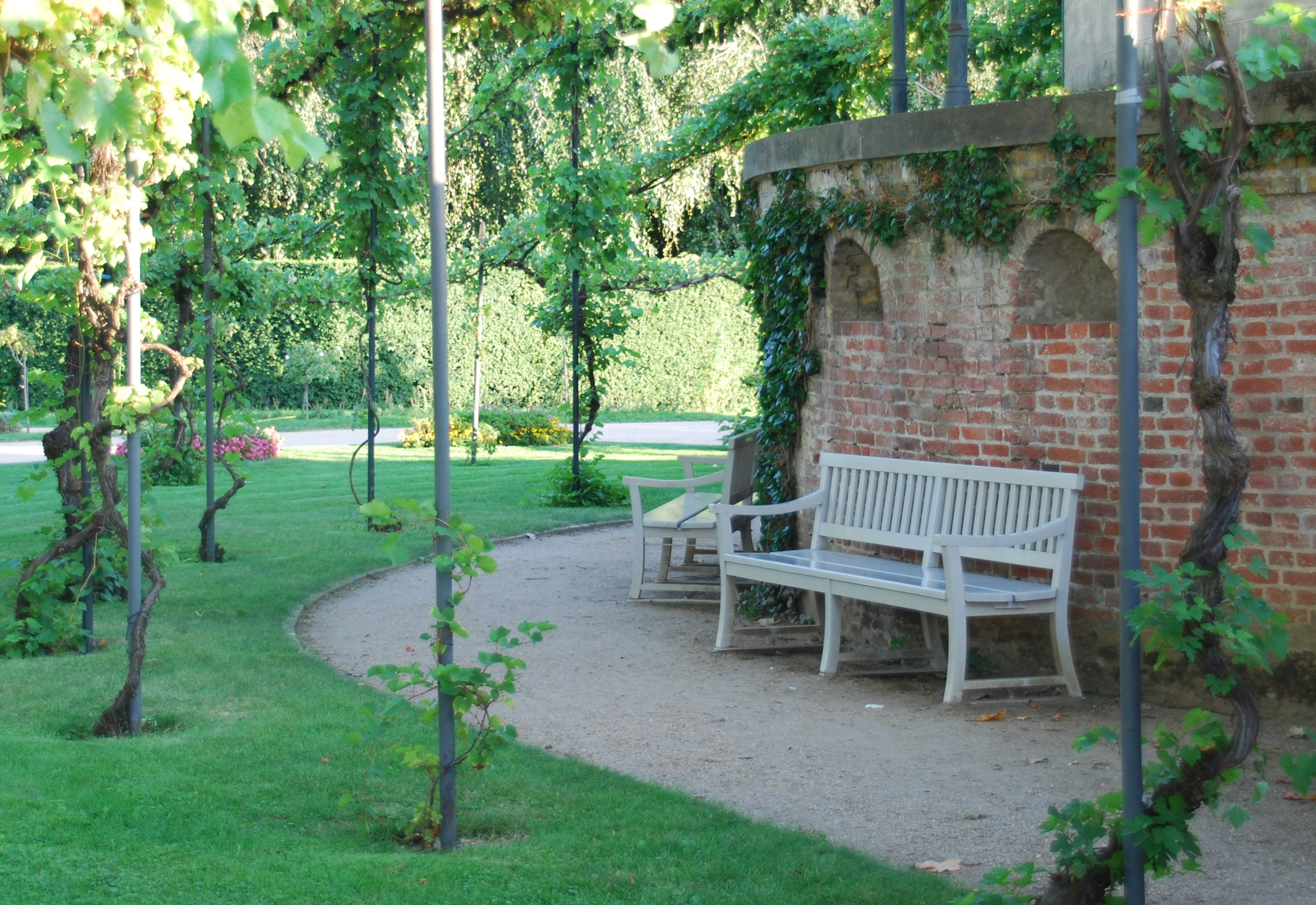
Galerie
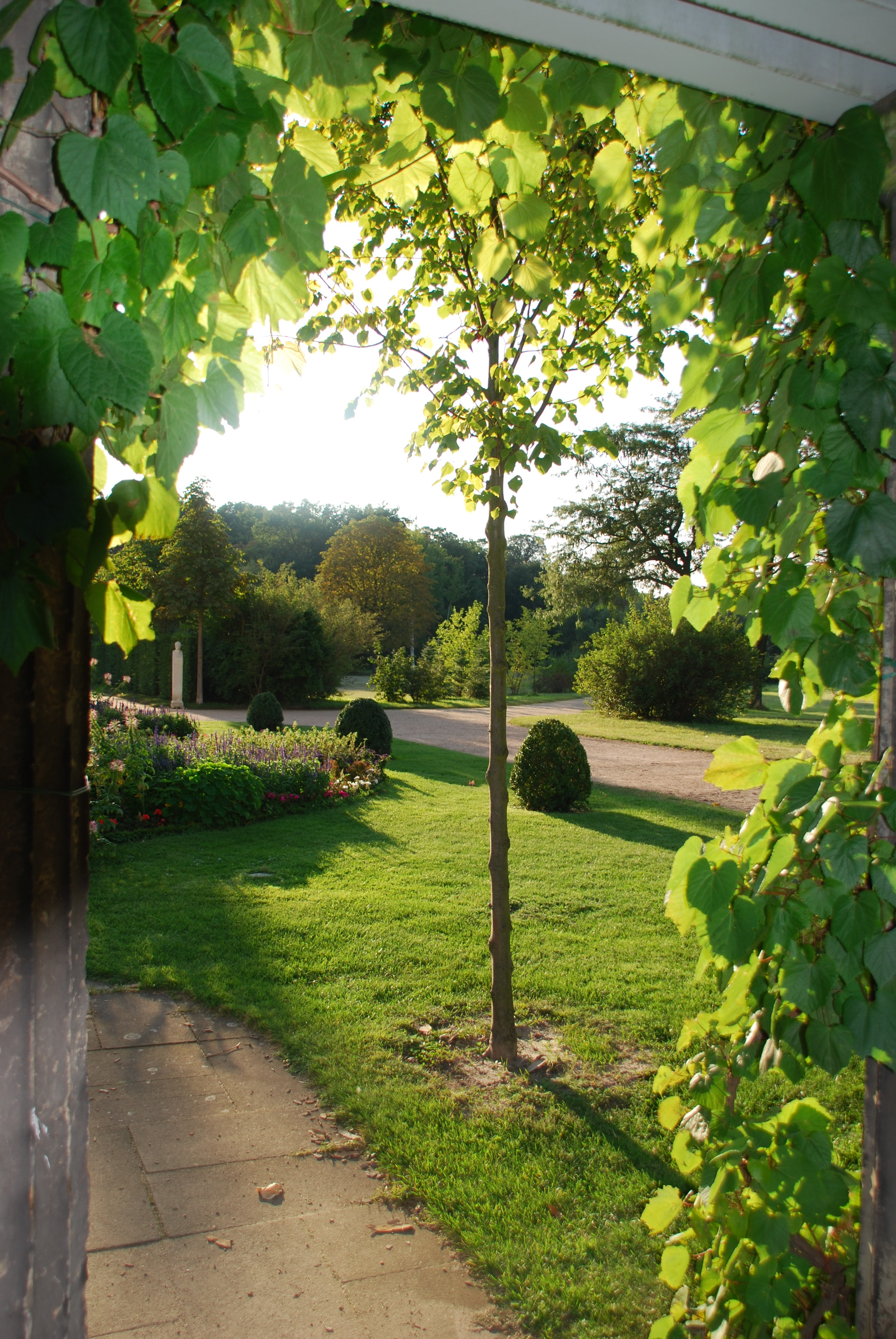
Laubengang im Schloss Charlottenhof
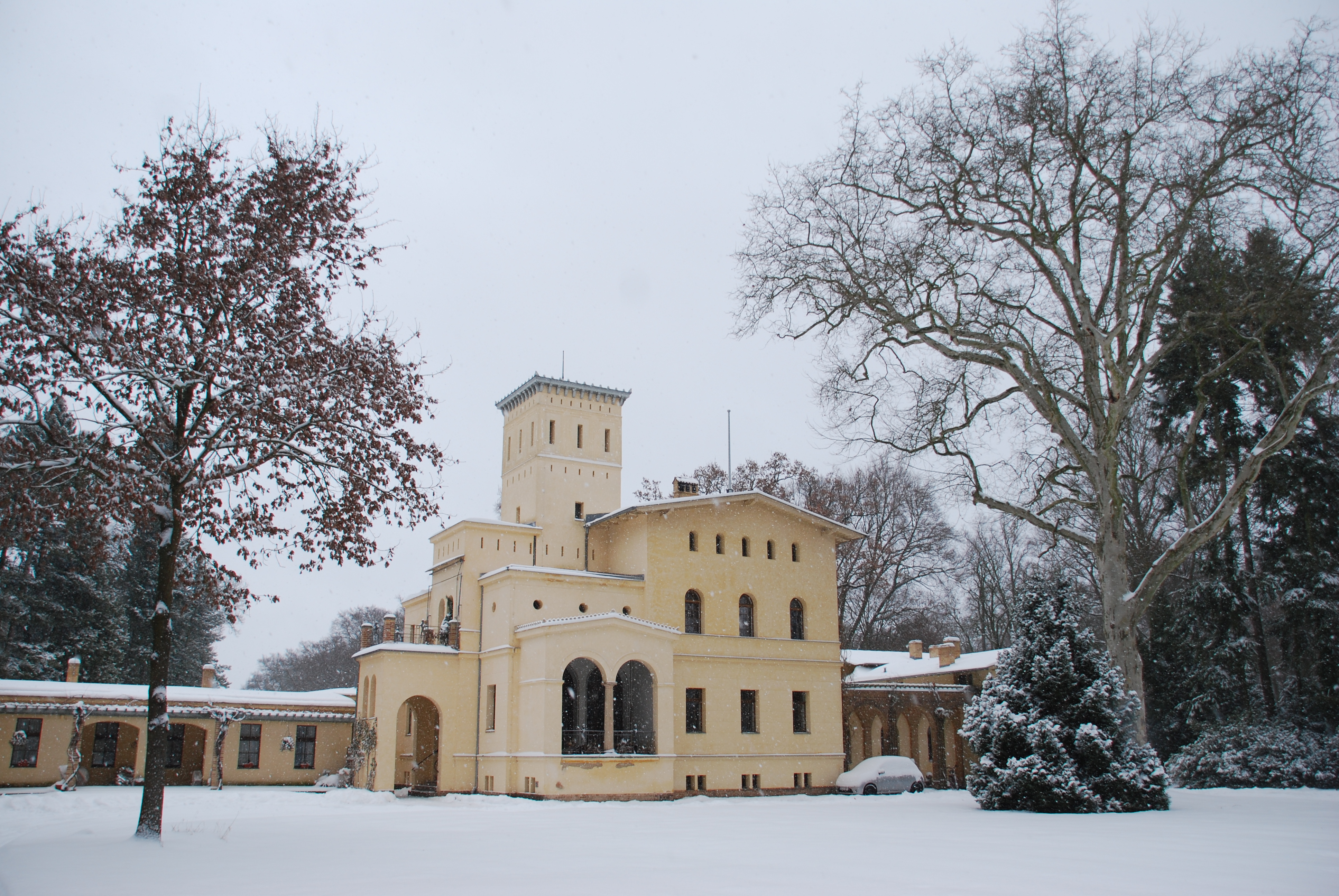
Fasanerie im Park Charlottenhof
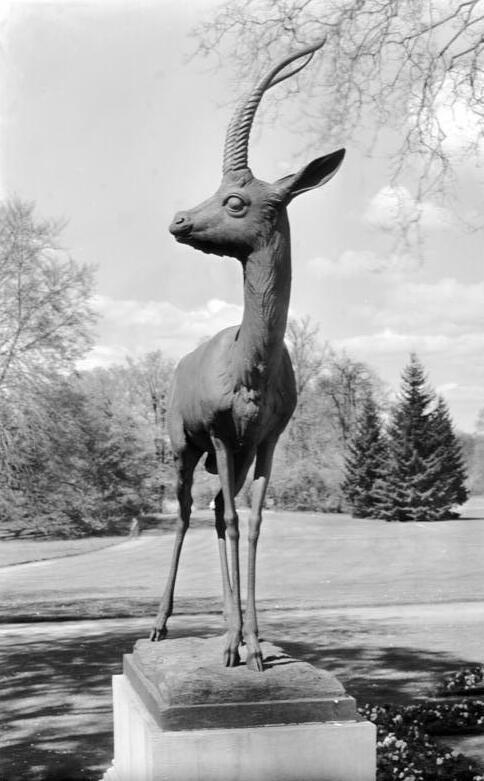
Gazelle von Wilhelm Wolff